# 文車館来訪記
『文車館来訪記』（ふぐるまかんらいほうき）は、冬目景による漫画。

## 概要
『モーニング新マグナム増刊』（現『イブニング』、講談社）の1998年4号より2000年14号までフルカラー作品として全7話で連載され、A4サイズで画集『百景』とセットで刊行された。その後2004年に『月刊アフタヌーン』（講談社）の12月号に白黒作品の番外編が1話掲載され、前述の7話とともにアフタヌーンKCDXのレーベルでA5サイズの単行本として刊行された。『百景』および単行本では連載時フルカラーであったページはそのままフルカラーで収録されている。

## 登場人物

### 主要登場人物
イアン
明治26年に両国で造られた、青い瞳をした生き人形。眼がカメラになっていて、物（物の怪）や人の思い出を撮ることが出来る。
ヨオ
物の怪の町に暮らすたった一人の人間。趣味から始めた写真館を切り盛りする傍らで、文筆活動をしている。父親に勘当されている。
ヨミ
写真館に住み着いている猫。イアンの傍にいることが多い。写真館がある土地の以前の所有者に飼われていた。

### その他の登場人物
赤絵の花瓶
第2話に登場する。中国・明朝嘉靖期（16世紀半ば）に作られた赤絵の花瓶。ある女性によって母親の形見として日本に持ってこられたが、高価であるが故に人から人へ売られた。自らを傷つけることで彼女に会おうとする。
澪（みお）
第3話に登場する。ヨオのことを弟のように思っている人間の女性。教師として東北に赴任する際、別れの挨拶をしに写真館にやってくる。
蝙蝠少女
第4話に登場する。浅草でも指折りの老舗である千寿屋で作られた高級蝙蝠傘。引越しのどさくさで持ち主とはぐれてしまう。
香水の瓶の栓
第6話に登場する。故郷に帰る途中に事故でなくなった女性が持っていた香水の瓶の栓。事故から10年後、彼女の娘に託され、故郷に帰る。
マスター
第7話に登場する。人の心を癒すためにイアンたち生き人形を造った人形師。
与羽（ヨウ）
第7話に登場する。ヨオの祖父。死ぬ間際までヨオのことを気がかりに思っていた。

## サブタイトル
各話、一話完結の形をとっている。
- 第一話 幻影の街
- 第二話 異国よりの麗人
- 第三話 思い出の彼方
- 第四話 蝙蝠少女
- 第五話 永遠の空白
- 第六話 欠けた記憶
- 第七話 始まりと終わり
- あとさき 写真館の先客

## 単行本
- 百景【百景/文車館来訪記】
  - ISBN 4-06-330092-7 2000年5月15日刊行
- 文車館来訪記
  - ISBN 4-06-334956-X 2004年11月22日刊行